# Plectris obtusior
Plectris obtusior är en skalbaggsart som beskrevs av Frey 1967. Plectris obtusior ingår i släktet Plectris och familjen Melolonthidae. Inga underarter finns listade i Catalogue of Life.